# 刘锡荣
刘锡荣（1942年—），男，江西瑞金人，中华人民共和国政治人物。中共第十五届中央纪律检查委员会委员（2000年1月中央纪律检查委员会全体会议增选为常委、副书记）、中共第十六届中央纪律检查委员会委员、常委、副书记。

## 生平
毕业于浙江农业大学蚕桑园艺系蚕桑专业。后供职于浙江省农办、浙江省政府调研室。1983年，担任温州市人民政府副市长。1988年，任市长。1990年，任中共温州市委书记。1993年，任浙江省人民政府副省长。1998年，任浙江省委副书记。2000年，任中央纪委副书记。后担任全国人大法律委员会副主任委员。
1994年4月5日，千島湖事件，時任浙江省副省長劉錫榮前去「安慰」家屬，憤而中途退會，並稱：「沒辦法再和你們這些家屬談下去了」。
2012年3月两会期间，全国人大代表、全国人大法律委员会副主任委员刘锡荣在浙江代表团全体会议上建议制定《编制法》，制止“官满为患”。刘锡荣说，现在有些地方乱设机构，乱定级别，领导职数和公务员人数超标，“这两乱两超给买官卖官留下无尽空间。”刘锡荣说，一些乡镇好几百个干部，小汽车停了好几排，一些地方政府秘书长有十几个，每个秘书长都要给房子，配汽车，这些支出最终都是老百姓买单。“老百姓再勤劳，也养不起这么多官啊！”他结合在中央纪委的工作经历说，官多了不好管，供养成本、教育成本、监管成本和违法违纪查处成本都很高。

## 家庭
父亲刘英。